# (167875) Kromminga
(167875) Kromminga est un astéroïde de la ceinture principale.

## Description
(167875) Kromminga est un astéroïde de la ceinture principale. Il fut découvert le 2 mars 2005 à Calvin-Rehoboth par l'observatoire du Calvin College. Il présente une orbite caractérisée par un demi-grand axe de 2,32 UA, une excentricité de 0,13 et une inclinaison de 5,0° par rapport à l'écliptique.

## Compléments